# FV Eppelborn
Der FV Eppelborn (offiziell: Fußballverein Eppelborn e. V.) ist ein Sportverein aus Eppelborn im saarländischen Landkreis Neunkirchen. Die erste Fußballmannschaft nahm einmal am DFB-Pokal und zweimal an der Deutschen Amateurmeisterschaft teil. Die Futsalmannschaft gewann im Jahre 2007 den DFB-Futsal-Cup.

## Geschichte
Der Verein wurde 1920 als SV Eppelborn gegründet. Sechs Jahre später folgte die DJK Eppelborn. Beide Vereine fusionierten 1935. Der Name dieser Fusion ist nicht bekannt. 1945 wurde der Verein als FC Fortuna Eppelborn gegründet, der sechs Jahre später seinen heutigen Namen annahm.

### Fußball
Die Fußballer des FV Eppelborn erreichten im Jahre 1969 nach zwei Aufstiegen in Folge die Amateurliga Saar, wo sie auf Anhieb Vizemeister hinter dem VfB Theley wurden. Damit qualifizierten sich die Eppelborner für die Deutsche Fußball-Amateurmeisterschaft 1970, wo sie über die Stationen SpVgg Bendorf und BSC Brunsbüttel ins Halbfinale einzogen. Dort verloren sie das Hinspiel gegen die Amateure von Eintracht Braunschweig mit 0:3, konnten aber im Rückspiel mit 3:1 gewinnen und verpassten damit nur knapp den Finaleinzug. Vier Jahre später qualifizierte sich der Verein für den DFB-Pokal und schlugen in der DFB-Pokal 1974/75 die Eisbachtaler Sportfreunde mit 4:2. Das Aus kam in der zweiten Runde nach einer 1:4-Niederlage bei Fortuna Düsseldorf.
1977 sicherten sich die Eppelborner nach einem 3:1-Entscheidungsspielsieg nach Verlängerung über den FC St. Wendel die erneute Vizemeisterschaft. Bei der Deutschen Amateurmeisterschaft 1977 schied die Mannschaft gleich in der ersten Runde gegen den FC Bitburg aus. Ein Jahr später verpassten die Eppelborner 1978 die Qualifikation für die neu geschaffene Oberliga Südwest. Im Jahre 1982 ging es in die Landesliga runter, ehe drei Jahre später der Wiederaufstieg gelang. 1986 erreichte die Mannschaft das Endspiel um den Saarlandpokal und verlor mit 4:5 nach Elfmeterschießen gegen Borussia Neunkirchen. 
In den 1990er Jahren wurden die Eppelborner zu einer Spitzenmannschaft der Verbandsliga Saarland und erreichten 1993 mit Platz drei den sportlichen Zenit. Im Jahre 2002 zog der FV Eppelborn erneut ins Saarlandpokalfinale ein und unterlag dem 1. FC Saarbrücken mit 1:3. Sportlich gehörte der Verein lange der seit 2008 als Saarlandliga bezeichnete höchsten saarländischen Amateurliga an. 2017 stieg der FV als Meister in die Oberliga auf, aus der man ein Jahr später postwendend wieder abstieg. Nach dem erneuten Oberligaaufstieg 2020 musste der FV diese Spielklasse 2022 erneut als Absteiger in die Saarlandliga verlassen. Zwei Jahre später kehrten die Eppelborner nach dem Gewinn der Meisterschaft in der Saarlandliga erneut in die Oberliga Rheinland-Pfalz/Saar zurück.

### Futsal
Die Futsalmannschaft gewann im Jahre 2007 den DFB-Futsal-Cup durch einen 6:4-Finalsieg gegen den VfV 06 Hildesheim. Damit qualifizierte sich die Mannschaft für den UEFA Futsal Cup, wo die Mannschaft jedoch in der ersten Gruppenphase ohne Punktgewinn ausschied. In den folgenden Jahren konnte sich die Mannschaft nicht mehr für den DFB-Futsal-Cup qualifizieren. Später wurde die Abteilung aufgelöst.

## Persönlichkeiten
- Heinz-Jürgen Henkes